# Edvin Vesterby
Edvin Vesterby (Riguldi, 23 ottobre 1927) è un ex lottatore svedese, specializzato nella lotta greco-romana.

## Biografia
Nacque a Riguldi, in Repubblica di Estonia. Fu tesserato per la Djurgårdens Idrottsförening, polisportiva dell'isola di Djurgården a Stoccolma. 
Rappresentò la Svezia a tre edizioni consecutive dei Giochi olimpici estivi da Helsinki 1952 a Roma 1960, vincendo la medaglia d'argento a Melbourne 1956 nel torneo dei pesi gallo.

## Palmarès
- Giochi olimpici

Melbourne 1956: argento nei pesi gallo.